# Safidia aztecana
Safidia aztecana là một loài bướm đêm trong họ Noctuidae.